# Juan Pablo Montes
Juan Pablo Montes Montes (Sulaco, 26 oktober 1985) is een Hondurees voetballer die als verdediger speelt voor CD Motagua in de Liga Nacional de Honduras.

## Interlandcarrière
Op 19 januari 2013 debuteerde Montes voor Honduras in een vriendschappelijke wedstrijd tegen El Salvador (1–1). Op 6 mei 2014 maakte bondscoach Luis Fernando Suárez bekend hem mee te zullen nemen naar het wereldkampioenschap in Brazilië.
| Interlands van Juan Pablo Montes voor Honduras | Interlands van Juan Pablo Montes voor Honduras | Interlands van Juan Pablo Montes voor Honduras | Interlands van Juan Pablo Montes voor Honduras | Interlands van Juan Pablo Montes voor Honduras | Interlands van Juan Pablo Montes voor Honduras |
| №                                              | Datum                                          | Wedstrijd                                      | Uitslag                                        | Soort Wedstrijd                                | Doelpunten                                     |
| Als speler bij Deportivo Platense              | Als speler bij Deportivo Platense              | Als speler bij Deportivo Platense              | Als speler bij Deportivo Platense              | Als speler bij Deportivo Platense              | Als speler bij Deportivo Platense              |
| ---------------------------------------------- | ---------------------------------------------- | ---------------------------------------------- | ---------------------------------------------- | ---------------------------------------------- | ---------------------------------------------- |
| 1.                                             | 19 januari 2013                                | Honduras – El Salvador                         | 1 – 1                                          | Copa Centroamericana                           | 0                                              |
| 2.                                             | 23 januari 2013                                | Panama – Honduras                              | 1 – 1                                          | Copa Centroamericana                           | 1                                              |
| 3.                                             | 26 januari 2013                                | Honduras – Belize                              | 1 – 0                                          | Copa Centroamericana                           | 0                                              |
| 4.                                             | 28 januari 2013                                | Costa Rica – Honduras                          | 0 – 1                                          | Copa Centroamericana                           | 0                                              |
| 5.                                             | 2 juni 2013                                    | Honduras – Israël                              | 0 – 2                                          | Vriendschappelijk                              | 0                                              |
| 6.                                             | 12 juni 2013                                   | Honduras – Jamaica                             | 2 – 0                                          | Kwalificatie WK 2014                           | 0                                              |
| 7.                                             | 19 juni 2013                                   | Verenigde Staten – Honduras                    | 1 – 0                                          | Kwalificatie WK 2014                           | 0                                              |
| Als speler bij CD Motagua                      |                                                |                                                |                                                |                                                |                                                |
| 8.                                             | 17 november 2013                               | Honduras – Brazilië                            | 0 – 5                                          | Vriendschappelijk                              | 0                                              |
| 9.                                             | 20 november 2013                               | Honduras – Ecuador                             | 2 – 2                                          | Vriendschappelijk                              | 0                                              |